# 米拉弗洛雷斯區 (利馬省)

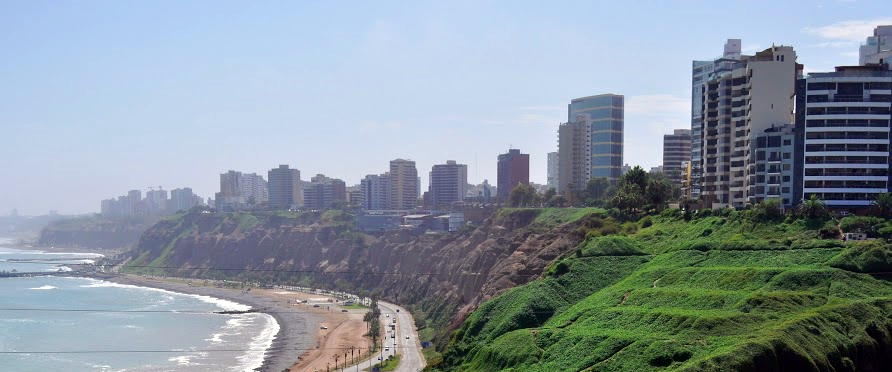

米拉弗洛雷斯區（西班牙語：Distrito de Miraflores）是秘魯的一個區，位於該國西部利馬大區的利馬省，始建於1857年1月2日，面積9.62平方公里，海拔高度79米，2005年人口92,815，人口密度每平方公里9,600人。